# Катица Кюлавкова
Катица Кюлавкова (на македонска литературна норма: Катица Ќулавкова) е поетеса, писателка, литературна критичка, есеистка и преводачка от Северна Македония, член на Македонската академия на науките и изкуствата от 2003 година.

## Биография
Родена е през 1951 година в град Велес. Завършва Философско-историческия факултет на Скопския университет с магистратура на тема „Метафората и съвременната македонска поезия“. Защитава докторат във Философския факултет на Загребския университет на тема „Отлики на лириката“. Работи във Филологическия факултет в Скопие като преподавател по теория и методология на проучването на литературата в Катедрата за общо и сравнително литературознание. Една година работи към Лектората по македонски език и литература в Париж на INALCO. Член е на Дружеството на писателите на Македония от 1978 година и на Македонския ПЕН център, като е била негов председател.

## Награди
- „Студентски збор“,
- „Браќа Миладиновци“,
- „Ацо Шопов“,
- „Димитар Митрев“,
- „Нарциса“,
- „Млад борец“
- „Велја Кутија“.[1]